# MFK Dubnica
MFK Dubnica je slovački nogometni klub iz grada Dubnica nad Váhom. Trenutačno se natječe u slovačkoj 3. Ligi.

## Vanjske poveznice
- Službene stranice  Arhivirana inačica izvorne stranice od 4. travnja 2020. (Wayback Machine)